# Cascade du Rummel
La cascade du Rummel est une chute d'eau du massif des Vosges située sur la commune de Lepuix dans le territoire de Belfort.